# Diopederma daniana
Diopederma daniana är en ormstjärneart som först beskrevs av Addison Emery Verrill 1867.  Diopederma daniana ingår i släktet Diopederma och familjen Ophiodermatidae. Inga underarter finns listade i Catalogue of Life.